# Singles 1965-1967
Singles 1965-1967 je druga u nizu box set kompilacija singlova i EP-a The Rolling Stonesa. Obuhvaća razdoblje od 1965. do 1967. godine. 

## Popis pjesama

### Disk 1
1. "(I Can't Get No) Satisfaction" – 3:43
2. "The Under Assistant West Coast Promotion Man" – 3:08
3. "The Spider And The Fly" – 3:38

### Disk 2
1. "Get Off of My Cloud" – 2:54
2. "I'm Free" – 2:24
3. "The Singer Not The Song" – 2:22

### Disk 3
1. "As Tears Go By" – 2:45
2. "Gotta Get Away" – 2:07

### Disk 4
1. "19th Nervous Breakdown" – 3:57
2. "Sad Day" – 3:02

### Disk 5
1. "Paint It, Black" – 3:44
2. "Stupid Girl" – 2:55
3. "Long, Long While" – 3:01

### Disk 6
1. "Mother's Little Helper" – 2:45
2. "Lady Jane" – 3:09

### Disk 7
1. "Have You Seen Your Mother, Baby, Standing in the Shadow?" – 2:34
2. "Who's Driving Your Plane?" – 3:14

### Disk 8
1. "Let's Spend the Night Together" – 3:26
2. "Ruby Tuesday" – 3:13

### Disk 9
1. "We Love You" – 4:36
2. "Dandelion" – 3:48

### Disk 10
1. "She's a Rainbow" – 4:12
2. "2000 Light Years from Home" – 4:44

### Disk 11
1. "In Another Land" – 2:53
2. "The Lantern" – 4:26

## Vanjske poveznice
- allmusic.com  Arhivirana inačica izvorne stranice od 20. ožujka 2021. (Wayback Machine) - Singles 1965-1967